# Lymanopoda nevada
Lymanopoda nevada är en fjärilsart som beskrevs av Krüger 1924. Lymanopoda nevada ingår i släktet Lymanopoda och familjen praktfjärilar. Inga underarter finns listade i Catalogue of Life.